# Кфар-Мордехай
Кфар-Мордехай (ивр. כְּפַר מָרְדְּכַי‎) — мошав в центральной части Израиля. Расположен примерно в 30 километрах к югу от Тель-Авива, между Ашдодом, Гедерой и Явне. Административно мошав относится к региональному совету «Гдерот». В 2020 году население деревни составляло 644 человека.

## История
Мошав был основан в 1950 году британскими и южно-африканскими евреями и некоторыми бывшими членами кибуцев. Он был назван в честь Мордехая Элиаша (1892—1950), который родился на Украине, получил образование в университетах Берлина и Оксфорда, иммигрировал в Палестину в 1919 году, был юристом и первым послом Израиля в Соединённом Королевстве.
Когда прибыли первые жители, они обнаружили, что дома для них ещё не были построены, и они были разместились в двухквартирных хижинах («црифим»), состоящих из одной большой комнаты, одной кухни и одного туалета, расположенных примерно в километре от выделенных им ферм. После годичного ожидания, пока компания «Rassco» построит их новые дома, было достигнуто соглашение с «Rassco» о поставке материалов для строительства самими жителями домов.
В 1950-х годах жители мошава занимались сельским хозяйством и полевыми культурами. В 1960-х годах было посажено много фруктовых садов и плантаций, и небольшая часть жителей нашла себе средства к существованию за пределами мошава.
В 1959 году в Кфар-Мордехае был открыт первый плавательный бассейн в регионе Шфелла. Этот бассейн был достопримечательностью всех окрестных поселков. Чтобы увеличить источники дохода, жители деревни открыли летний детский лагерь для изучения английского языка. По вечерам дети из летнего лагеря размещались в домах местных жителей.
Сегодня в деревне насчитывается около 56 фермерских хозяйств и около 150 частных домов. Небольшая часть жителей деревни по-прежнему занимается сельским хозяйством, которое в основном включает фруктовые сады и курятники. Большая часть жителей мошава находят средства к существованию за пределами деревни.

## Население
По данным Центрального статистического бюро Израиля, население на начало 2020 года составляло 644 человека.